# PlayStation Classic

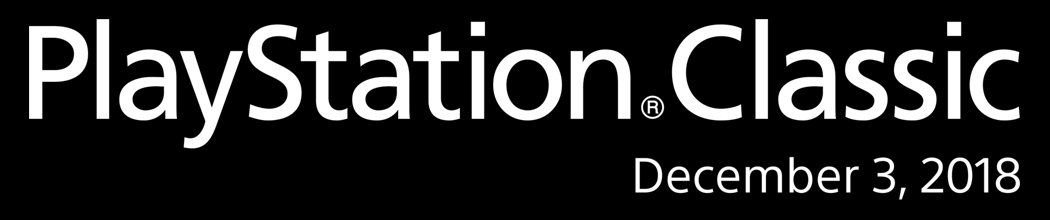
Logo konsoli

PlayStation Classic – zminiaturyzowana wersja (mniejsza o 45%) konsoli PlayStation. Premiera tego urządzenia miała miejsce 3 grudnia 2018, w 24 rocznicę premiery pierwszej konsoli PlayStation.
Zasilacz USB nie znajdował się w zestawie. Podobnie jak w przypadku oryginalnego PlayStation, konsola nie oferuje interfejsu w języku polskim.
Na PlayStation Classic zainstalowane jest fabrycznie 20 gier:
- Battle Arena Toshinden
- Cool Boarders 2
- Destruction Derby
- Final Fantasy VII
- Grand Theft Auto
- Intelligent Qube
- Jumping Flash!
- Metal Gear Solid
- Mr. Driller
- Oddworld: Abe’s Oddysee
- Rayman
- Resident Evil Director’s Cut
- Revelations: Persona
- R4: Ridge Racer Type 4
- Super Puzzle Fighter II Turbo
- Syphon Filter
- Tekken 3
- Tom Clancy’s Rainbow Six
- Twisted Metal
- Wild Arms

Manuale do tych gier dostępne są w wersji elektronicznej. PlayStation Classic dla Japonii oferuje inny zestaw gier.
Pomimo zachowania wyglądu konsoli, zmieniono sposób działania przycisków:
- Power włącza lub wyłącza konsolę z pominięciem zapisu punktu wznawiania (ang. Resume Point) dla danej gry[2]
- Open nie otwiera pokrywy dysków, tylko symuluje ich zamianę[5]
- Reset powoduje przejście do głównego menu oraz umożliwia zapisanie punktu wznawiania[2]

PlayStation Classic umożliwia utworzenie 1 punktu wznawiania na grę. Dla porównania NES Mini Classic umożliwia utworzenie 4 punktów wznawiania dla każdej gry. Konsola wykorzystuje niezależnie wirtualne karty pamięci do zapisywania stanu gier.